# Marquesado de Santa Olalla
El marquesado de Santa Olalla es un título nobiliario español creado por el rey Fernando VII, por real despacho del 21 de diciembre de 1819, con el vizcondado previo de Borja, a favor de Francisco de Borja de Lima y Muñoz-Bustamante, capitán de milicias de La Habana y caballero de la Orden de Carlos III.

## Titulares
|                                   | Titular                                       | Periodo                   |
| Creación por Fernando VII         | Creación por Fernando VII                     | Creación por Fernando VII |
| --------------------------------- | --------------------------------------------- | ------------------------- |
| I                                 | Francisco de Borja de Lima y Muñoz-Bustamante | 1819-1822                 |
| II                                | José Liborio de Lima y Domínguez              | 1822-¿?                   |
| Rehabilitado por Francisco Franco |                                               |                           |
| III                               | Manuel Ricardo de Aranda y del Junco          | 1952-1991                 |
| IV                                | Silvia Teresa Jorge y de Sosa                 | 2001-2001                 |
| V                                 | Mariana Jorge y de Sosa                       | 2002-actual titular       |

## Historia de los marqueses de Santa Olalla
- Francisco de Borja de Lima y Muñoz-Bustamante (El Cano, provincia de La Habana, 10 de octubre de 1751-La Habana, 4 de octubre de 1822), I marqués de Santa Olalla.[2]  Era hijo de Andrés de Lima y Blanco (1707-1791) y de María Muñoz y Hernández.[3][a]

Casó en primeras nupcias el 24 de diciembre de 1777 con Tomasa Domínguez y Sosa (1753-1789). Contrajo un segundo matrimonio el 23 de diciembre de 1791 con María Teresa del Rosario Romay y Valdés-Chacón. Sucedió su hijo del primer matrimonio:
- José Liborio de Lima y Domínguez (n. La Habana, 23 de julio de 1782), II marqués de Santa Olalla, coronel de infantería en las milicias realistas de Castilla la Nueva, gobernador político y militar de Ocaña y caballero de la orden de Santiago en 1818.[2][4] A su muerte, ningún pariente reclamó la sucesión y el título quedó caducado hasta que fue rehabilitado en 1951.[2]

Rehabilitado en 1951
- Manuel Ricardo de Aranda y del Junco (La Habana, 3 de abril de 1926-Miami, 1 de febrero de 1991), III marqués de Santa Olalla. Era descendiente de María de los Dolores de Lima y Domínguez (1788-1847) —hija del primer marqués, y de su esposo José Alejandro Romay y Caro—,[2] e hijo de Manuel de Aranda Muñoz y María Alejandrina del Junco y Rojas.[3]

A su muerte, y tras un largo proceso judicial, le sucedió la nieta de su octava prima:
- Silvia Teresa Jorge y de Sosa, IV marquesa de Santa Olalla[1] y IV condesa del Rivero.[3][5]

Casó en 1985 con Agustín de Goytisolo y Gelats. Sucedió su hermana a quien cedió el título:
- Mariana Jorge y de Sosa, V marquesa de Santa Olalla.[1][6]

Casó en 1983 con Juan Tomás O'Naghten y Chacón, VIII conde de Casa Bayona.